# 海美姜氏
海美姜氏（ヘミガンし、해미강씨）は、姜以式を始祖とする姜氏の氏族。本貫は忠清南道瑞山。

## 本貫
海美は忠清南道瑞山の地名で、貞海と餘美二つ県合わさった地名である。

## 歴史
百済時代餘村県としたが757年（新羅景徳王16年）餘邑県に改称し、高麗時代の初めに餘美県に名前を変えた。静海県は三国時代には牛見県または高丘県と呼ばれ近づいも高麗の初めに、その一部が分割されて貞海県という名前を得た。1407年（李氏朝鮮太宗7年）に定め県餘美県を併合して海美県に改称した。1895年（高宗開国2年）地方制度改正で海美郡に昇格され、1914年郡面廃合に際して瑞山郡に併合され、枳城面となっていたが、1917年海美面に改称した。

## 人口
統計庁の人口調査によると、海美姜氏は、1985年には4世帯24人、2000年には62世帯223人がいることが確認された。
一方、2015年には5人未満となる。